# Iphiaulax sculpturatus
Iphiaulax sculpturatus är en stekelart som först beskrevs av Walker 1871.  Iphiaulax sculpturatus ingår i släktet Iphiaulax och familjen bracksteklar. Inga underarter finns listade i Catalogue of Life.